# Xynisteri
Lo Xynisteri (scritto anche xinisteri; in greco ξυνιστέρι?) è un vitigno autoctono bianco coltivato a Cipro.
Secondo alcune stime, il 33% dei vigneti ciprioti, sulle pendici meridionali della catena montuosa del Troodos, sono piantati con questo vitigno, un fatto che rende lo xynisteri la principale uva bianca coltivata a Cipro.
I suoi grappoli e acini sono di media grandezza mentre è noto per la sua resistenza alle malattie del vino. Viene utilizzato nella produzione di diversi vini locali (soprattutto bianchi). Lo xynisteri viene assemblato con uve Mavro per la produzione del Commandaria, un noto vino dolce cipriota ed è utilizzato anche per la produzione del distillato locale Zivania.